# Abdullah al-Kamali
Abdullah Ali Mohammad al-Kamali (geboren am 9. Dezember 1989 in Dubai, Vereinigte Arabische Emirate) ist ein ehemaliger Fußballspieler der Vereinigten Arabischen Emirate.

## Karriere
Der 1,70 Meter große Stürmer begann seine Karriere beim Verein al-Wasl. Er war der erste Spieler der UAE Arabian Gulf League und der zweite arabische Fußballspieler, welcher in seiner Karriere bei einem brasilianischen Verein unter Vertrag stand. Den Vertrag unterzeichnete er 2008 beim Verein Athletico Paranaense, er stand von 2008 bis 2009 unter Vertrag. 2009 kehrte er Brasilien wieder den Rücken und wechselte zum saudi-arabischen Verein Al-Ahli Dubai. Seit 2011 steht er bei dem Verein al-Schardscha unter Vertrag.